# Kaiser Shipyards

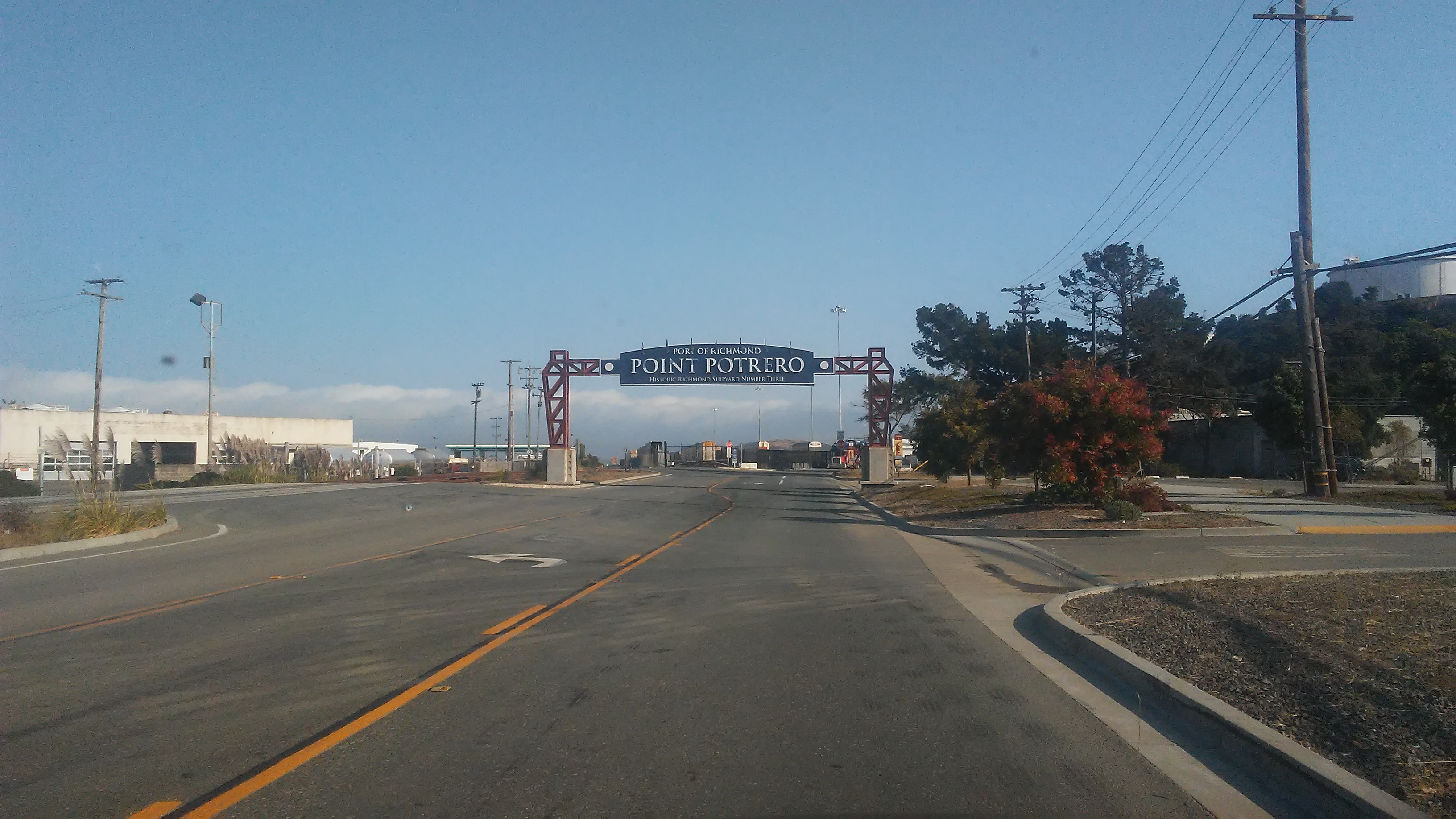
Chantier naval numéro 3 du port de Richmond, en Californie.

Le Kaiser Shipyards étaient sept chantiers de  constructions navales implantés sur la côte ouest des États-Unis pendant la Seconde Guerre mondiale. Kaiser était classé au 20e rang des sociétés américaines pour la valeur des contrats de production en temps de guerre. Les chantiers navals appartenaient à la Kaiser Shipbuilding Company, une entreprise de l'industriel américain Henry J. Kaiser (1882-1967), qui l'avait fondé vers 1939 afin de contribuer à la réalisation des objectifs de construction fixés par la Commission maritime des États-Unis pour la marine marchande. 

## Histoire
Quatre des chantiers navals Kaiser étaient situés à Richmond (Californie), sous le nom de Richmond Shipyards (en). Trois autres chantiers navals étaient situés dans le nord-ouest du Pacifique le long des fleuves Columbia et Willamette : l'Oregon Shipbuilding Corporation (en) et le Swan Island Shipyard (en) à Portland (Oregon) et le Vancouver Shipyard (en) à Vancouver (Washington). 
Henry Kaiser était connu pour avoir mis au point de nouvelles méthodes de construction navale, qui permettaient à ses chantiers de multiplier la production d'installations et la construction de 1 490 navires, soit 27% de la construction totale de la Commission maritime. Les Liberty ships étaient généralement assemblés en un peu plus de deux semaines, leur record étant en moins de cinq jours. 
Les chantiers navals Kaiser ont été fermés à la fin de la guerre. Le 25 octobre 2000, le parc historique national Rosie the Riveter/World War II Home Front a été inauguré sur le site d’un des chantiers navals de Richmond. 